# 诺韦尔托·冈萨雷斯
诺韦尔托·冈萨雷斯（西班牙語：Norberto González，1979年10月10日—），男，古巴棒球运动员。他曾代表古巴参加2004年和2008年夏季奥林匹克运动会棒球比赛，获得一枚金牌和一枚银牌。